# Гонсалу (Гуарда)
Гонсалу (порт. Gonçalo) — район (фрегезия) в Португалии, входит в округ Гуарда. Является составной частью муниципалитета Гуарда. По старому административному делению входил в провинцию Бейра-Алта. Входит в экономико-статистический субрегион Бейра-Интериор-Норте, который входит в Центральный регион. Население составляет 1207 человек на 2001 год. Занимает площадь 15,43 км².